# Fusiturricula enae
Fusiturricula enae is een slakkensoort uit de familie van de Drilliidae. De wetenschappelijke naam van de soort is voor het eerst geldig gepubliceerd in 1934 door Bartsch.